# Niebielistka trwała

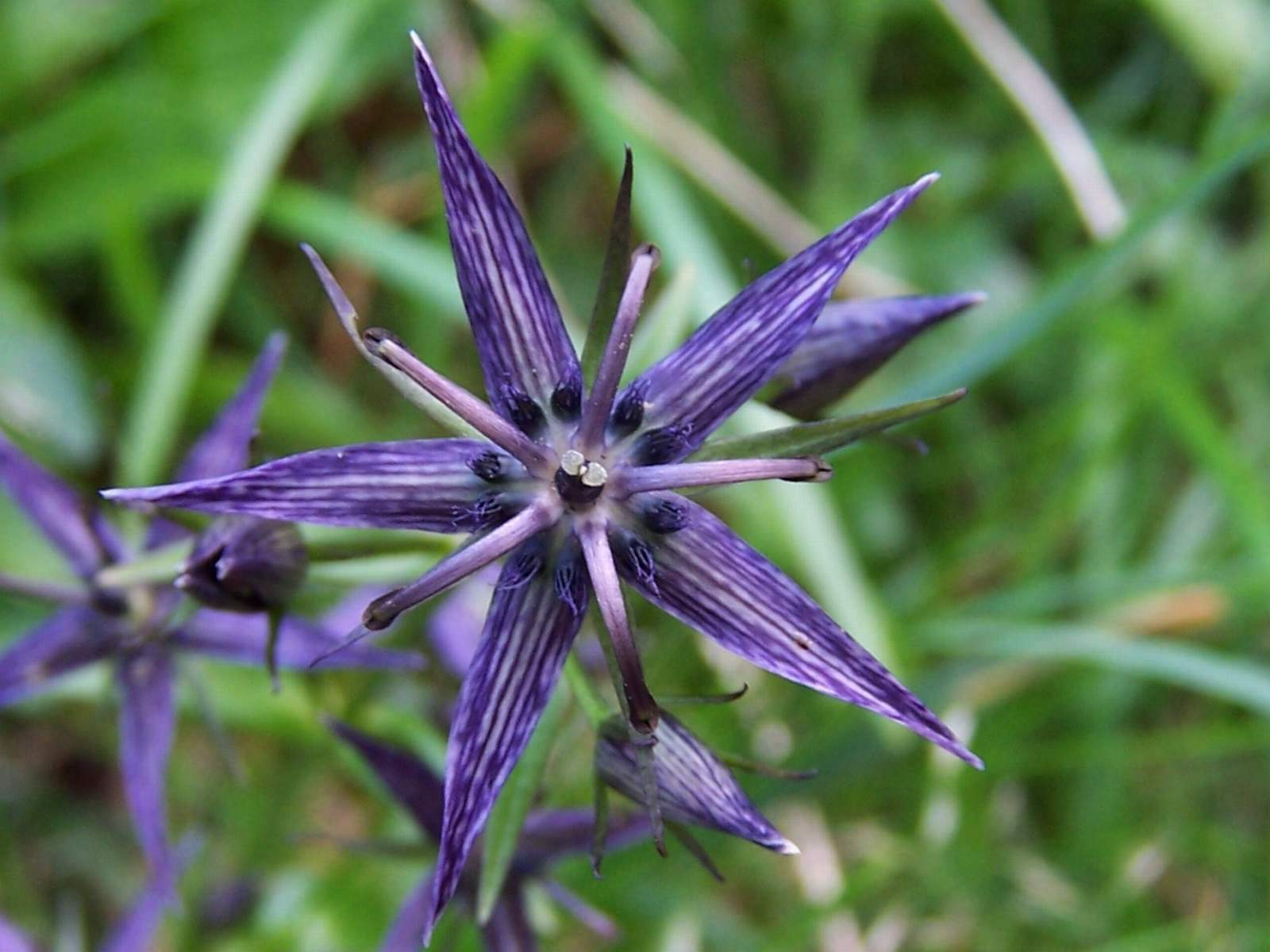
Kwiat

Niebielistka trwała, swercja trwała (Swertia perennis L.) – gatunek rośliny należący do rodziny goryczkowatych (Gentianaceae). Występuje w Europie i Azji, w Polsce głównie w wyższych partiach Karpat i Sudetów i bardzo rzadko na niżu. Status we florze Polski: gatunek rodzimy.

## Morfologia
ŁodygaWzniesiona, prosta, naga, nierozgałęziona (lub tylko w obrębie kwiatostanu), dość gruba, o wysokości 20–60 cm. Pod ziemią pełzające kłącze.
LiścieDolne liście o kształcie szerokojajowatym, górne znacznie mniejsze, jajowatoeliptyczne.
KwiatyNa szczycie łodygi nieliczne kwiaty w luźnym kwiatostanie. 4 lub 5 działek kielicha o długości ok. 8 mm, lancetowatych lub podługowatych, podzielonych prawie do samej nasady. Korona kółkowa z bardzo krótką rurką. 5 płatków korony o długości 10–18 mm, lancetowatych, ostro zakończonych. Mają bardzo ciemny, fioletowo-stalowy kolor z podłużnymi, jaśniejszymi prążkami. 5 bardzo charakterystycznych pręcików o długich i grubych nitkach, wyrastających naprzemiennie z płatkami korony. U nasady każdego płatka po 2 miseczkowate miodniki, a wokół nich grube rzęsy (o długości co najwyżej 3 razy większej od szerokości).
OwocTorebka zawierająca liczne i oskrzydlone nasiona.

## Biologia i ekologia
- Bylina, hemikryptofit. Kwitnie od lipca do września[4]. Roślina miododajna, zapylana przez muchówki.
- Siedlisko: rośnie na brzegach potoków, na wilgotnych skałach, na torfowiskach. W Tatrach występuje od regla dolnego po piętro alpejskie, głównie w piętrze kosówki i piętrze alpejskim. Występuje zarówno na podłożu wapiennym, jak i granitowym. Roślina miododajna i owadopylna.
- Fitosocjologia: gatunek charakterystyczny dla rzędu (O) Caricetalia davallianae i zespołów Bartsio-Caricetum, Caricetum davallianae, Cratoneuro-Saxifragetum aizoidis. Podgatunek subsp. perennis jest charakterystyczny da zespołu Cratoneuro-Saxifragetum aizoidis[5].
- Liczba chromosomów 2n= 28[6]

## Zagrożenia i ochrona
Roślina objęta w Polsce ścisłą ochroną gatunkową. W opracowaniu Czerwona lista roślin i grzybów Polski (2006) podgatunek S. perennis subsp. perennis jest umieszczony w grupie roślin narażonych na wyginięcie (kategoria zagrożenia V). W wydaniu z 2016 roku otrzymał kategorię EN (zagrożony).
W Polskiej Czerwonej Księdze Roślin także posiada kategorię EN (zagrożony). Według Światowej Unii Ochrony Przyrody ma status zagrożenia VU. Zagrożony jest głównie podgatunek niżowy, subsp. perennis. Czynnikami jego zagrożenia są: eksploatacja torfu oraz osuszanie podmokłych torfowisk i łąk. Największa populacja na Zamojszczyźnie liczy 5000-6000 osobników.

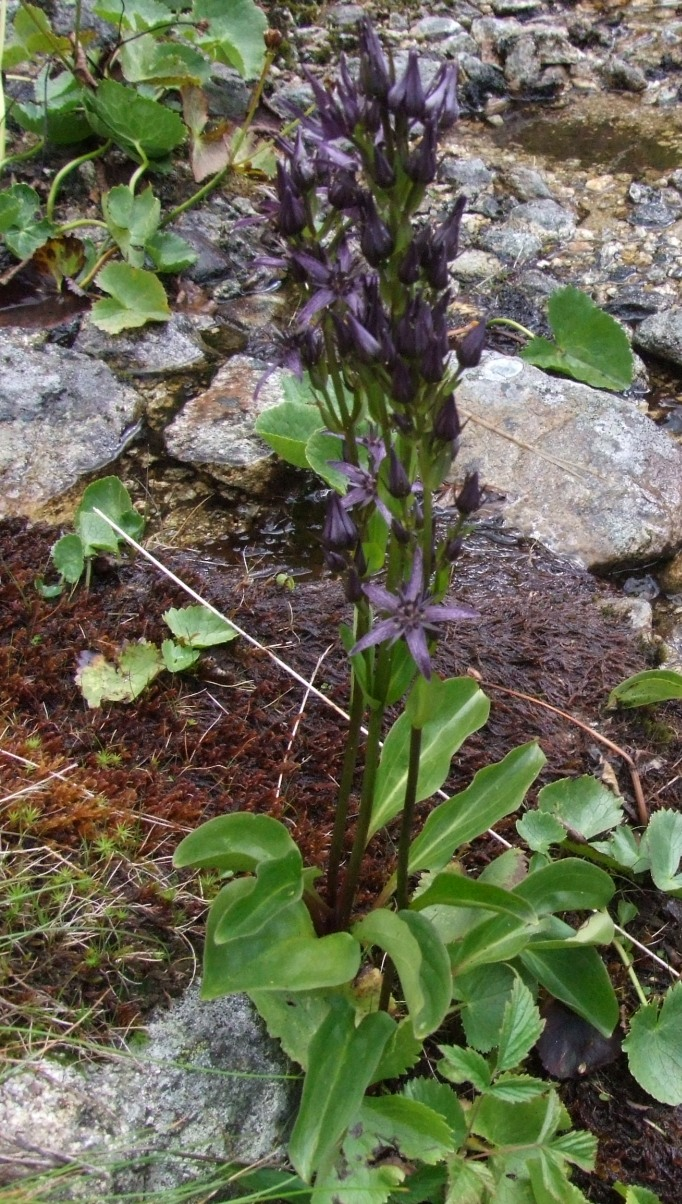
Pokrój

## Zmienność
Rozróżniane są dwa podgatunki:
- Swertia perennis L. subsp. alpestris (Baumg. ex Fuss) Simonk. (niebielistka alpejska[10]) – występuje w Tatrach, ma łodygę o wysokości do 35 cm o ulistnieniu skrętoległym z 2-4 węzłami poniżej kwiatostanu oraz dłuższe płatki korony i działki kielicha.
- Swertia perennis L. subsp. perennis – występuje na niżu, ma łodygę o wysokości do 60 cm, liście zmniejszają się ku górze.